# Eritrea (provincie)

De provincie Eritrea in Ethiopië.

De provincie Eritrea (Tigrinya: ኣውራጃ ኤርትራ, Arabisch: مقاطعة إريتريا) was een provincie in het uiterste noorden van Ethiopië, met als hoofdstad Asmara. Eritrea werd in 1993 onafhankelijk na de Eritrese Onafhankelijkheidsoorlog.

## Geschiedenis
De regio heette historisch Medri Bahri (Land van de Zee). De naam werd veranderd in Eritrea na de oprichting van de Italiaanse kolonie Eritrea in 1890, na de uitbreiding van de Italiaanse bezetting in het gebied sinds 1882. De grenzen tussen het Italiaanse Eritrea en het Keizerrijk Ethiopië werden gedefinieerd in het Verdrag van Wuchale uit 1889. Nadat Italië in 1936 Ethiopië had veroverd en de kolonie Italiaans Oost-Afrika had gesticht, werd Eritrea er een deel van. Tijdens de Tweede Wereldoorlog viel het onder Britse militaire bezetting en kwam het in 1951 onder toezicht van de Verenigde Naties. Op 15 september 1952 werd het de Eritrese Autonome Staat, een federatie met het Ethiopische Rijk onder de soevereiniteit van de Ethiopische kroon.
De autonomie werd op 14 november 1962 ingetrokken, na het begin van de Eritrese Onafhankelijkheidsoorlog in 1961. Na de Ethiopische revolutie in 1974 werd de provincie onder het bewind van de Derg en later de Democratische Volksrepubliek Ethiopië geplaatst. De provincie werd in 1991 de jure onafhankelijk onder het Eritrese Volksbevrijdingsfront en werd in 1993 officieel afgeschaft door Ethiopië, waardoor het de onafhankelijke staat Eritrea werd.